# Шешено
Шешено — деревня в Торопецком районе Тверской области.  Входит в состав Плоскошского сельского поселения.

## География
Расположена в северной части района, примерно в 9 километрах к северо-западу от села Волок на реке Серёжа. Ближайшие населённые пункты — деревни Зайцево и Понизовье.
Климат
Деревня, как и весь район, относится к умеренному поясу северного полушария и находится в области переходного климата от океанического к материковому. Лето с температурным режимом +15…+20 °С (днём +20…+25 °С), зима умеренно-морозная −10…−15 °С; при вторжении арктических воздушных масс до −30…-40 °С.
Среднегодовая скорость ветра 3,5—4,2 метра в секунду.

## История
На топографической карте Фёдора Шуберта, изданной в 1867—1906 годах, обозначено сельцо Шетино.
На карте РККА 1923—1941 годов обозначена деревня Шешино. Имела 12 дворов.
До 2013 года деревня входила в состав Волокского сельского поселения, с 2013 входит в состав Плоскошского.

## Население
| 2010 |
| ---- |
| 7    |

В 2002 году население деревни составляло 18 человек.
Национальный состав
Согласно результатам переписи 2002 года, в национальной структуре населения русские составляли 100 % от жителей.